# Eremedaille voor het gevecht bij Villiers-en-Couché
De Eremedaille voor het Gevecht bij Villiers-en-Couché (Duits Ehren-Medaille für das Gefecht bei Villiers-en-Couché) is een Oostenrijkse onderscheiding die op 1 mei 1798 door keizer Frans II van het Heilige Roomse Rijk werd ingesteld. Ook de namen Ehrenmedaille für englische Offiziere en Villiers-en-Couché-Medaille komen voor.
Op 23 april 1794 was de keizer onderweg naar het front bij Villers-en-Cauchies gescheiden geraakt van zijn troepen. De keizer was uit Brussel vertrokken om zich bij zijn troepen te voegen maar tussen Valenciennes en Catillon raakte hij in moeilijkheden. De Franse troepen waren vanuit het camp-de-César bij Cambrai onverwacht opgerukt tot aan de vallei van de Selle. De keizer zag zich door een Franse overmacht bedreigd maar kon door het ingrijpen van acht Britse officieren van het Fifteenth Kings Light Dragoons Hussars op 24 april worden behoed voor gevangenname of dood.
De Oostenrijkse generaal Otto, generaal-majoor Andrew Szentkerestzy van de 2nd Leopold Hussars en generaal-majoor prins Schwarzenberg betuigden allen hun schriftelijke dank voor deze dappere actie van de dragonders en huzaren van de Britse cavalerie. In 1798 werden op last van de dankbare Duitse keizer acht medailles in goud geslagen voor de Britse officieren. Toen deze medailles werden verleend gaf koning George III toestemming om deze te accepteren en te dragen. In november 1800 ontving William Aylett die nu kolonel van het regiment was een brief van keizer Frans II met daarbij acht kruisen van de Militaire Orde van Maria Theresia. Ook nu gaf de Britse monarch toestemming om deze bijzondere eer, het was voor het eerst dat officieren buiten het Oostenrijkse leger de hoogste Oostenrijkse onderscheiding ontvingen, te ontvangen. De officieren kregen toestemming om de kruisen te accepteren en te dragen.
De Britse officieren waren:
- majoor William Aylett
- kapitein Robert Pocklington
- kapitein Edward Michael Ryan
- luitenant Thomas Granby Calcraft
- luitenant William Keir[6][7]
- luitenant Thomas Burrell Blount
- kornet Edward G. Butler
- kornet Robert Wilson

De ronde medaille heeft een diameter van 6 centimeter en draagt op de voorzijde het naar rechts gewende gelauwerde portret van de keizer met als randschrift " IMP. CAES. FRANCISCVS II. P.F.AVG." Op de keerzijde staat de opdracht "FORTI BRITTANO IN EXCERCITV FOED AD CAMERICVM XXIV APR MDCCXCIV" boven twee lauweren.
De medaille werd aan een zware gouden keten om de hals gedragen.
De medaille weegt 4.35 oz, de keten heeft hetzelfde gewicht.
Behalve de acht kostbare massief gouden medailles werden in 1798 met hetzelfde stempel afslagen in zilver en tin geproduceerd voor de numismatische verzamelingen. In de 19e eeuw volgden meerdere zilveren afslagen voor verzamelaars. Ook deze afslagen zijn zeldzaam.

## Elf medailles voor onderofficieren
Op initiatief van baron Andrew Szentkerestzy werden in Engeland elf verguld zilveren medailles geslagen voor de onderofficieren die in Villers-en-Cauchies die zich hadden onderscheiden in het gevecht. De medailles zijn 3.8 centimeter hoog en wegen 1 oz. Op typisch Britse wijze zijn in de voorzijde van de medailles vier grote keuren ingeslagen. De Britse medailles zijn eenvoudiger uitgevoerd dan de gouden medailles uit de Keizerlijke Munt in Wenen. Op de voorzijde staat "IMP. CAES. FRANCISCVS II. P.F.AVG." en op de keerzijde "Forttudine Villiers-en-Couche 24d. april 1794" boven twee lauwertakken. De medaille werd aan een rood-wit-rood gestreept lint met drie gelijke verticale banen gedragen.